# Prospero (műhold)
Prospero (X-3) az első angol mikro-meteorit mérő műhold.

## Küldetés
Az első műhold pályára állításával Anglia lett a hatodik nemzet, aki saját hordozórakétájával állított pályára műholdat. Feladata volt, hogy tesztelje az angol tudományos- és technikai felkészültséget (hőszabályzó rendszer, napelemek, telemetria alkalmazhatósága). A tartalék műholdat a Science Museum (London) kapta.

## Jellemzői
Tervezte és építette az angol Royal Aircraft Establishment (RAE), működtette a Defence Evaluation and Research Agency (DERA) (Farnborough).
Megnevezései: Prospero; R–3; X–3; COSPAR: 1971-093A. Kódszáma: 5580.
1971. október 28-án Woomera (Woomera Missile Range) (Dél-Ausztrália) űrközpontból, az LA–5B (LC–Launch Complex) jelű indítóállványról egy Black Arrow hordozórakétával állították alacsony Föld körüli pályára (LEO = Low-Earth Orbit). Az orbitális pályája ekvatoriális koordináta-rendszerű, 104,40 perces, 82 fokos hajlásszögű, elliptikus pálya perigeuma 531 kilométer, az apogeuma 1403 kilométer volt.
Alakja labdaformájú (ellipszoidra hasonlító) sokszöglapokkal határolt test, átmérője 112,  magassága 71 centiméter. Tömege 66 kilogramm. Szolgálati ideje alatt 77 400 alkalommal kerülte meg a Földet. Forgás-stabilizált műhold. Az űreszköz felületét napelemek borították, éjszakai (földárnyék) energia ellátását akkumulátorok biztosították. Mért adatait magnóra rögzítették, látható pozícióban adatait a vevőállomásokra sugározta.
1973. május 24-én befejezte aktív szolgálatát. Passzív űreszközként a földi állomások optikai- és radar kalibrálását segítette. A légkörbe történő belépésének ideje körülbelül 2070.